# Frank Buckles
Frank Woodruff Buckles (Bethany, Missouri, 1 februari 1901 - Charlestown, West Virginia, 27 februari 2011) was de laatst levende Amerikaanse veteraan die diende in de Eerste Wereldoorlog. Hij werd 110 jaar oud.

## Biografie
Toen de Verenigde Staten in 1917 Duitsland de oorlog verklaarden, meldde hij zich meteen aan voor het leger. Toentertijd was hij pas 16 jaar (hij beweerde ouder te zijn), maar hij verzon een smoes toen ze hem naar zijn geboortecertificaat vroegen: hij zei dat er in de tijd van zijn geboorte in de staat Missouri nog geen geboortecertificaten waren en dat het enige bewijs was dat hij had een briefje was in de bijbel van zijn familie, maar hij had geen zin om die bijbel op te gaan halen. De wervers lieten hem toen doorgaan. Na een klein probleem met de fysieke test (hij was namelijk te klein) werd hij toch geaccepteerd. Nog datzelfde jaar werd hij naar Frankrijk gestuurd op de RMS Carpathia (hetzelfde schip als datgene dat de overlevenden van de Titanic in 1912 had opgevist). In Frankrijk reed hij ambulances en motorfietsen achter het front. Na de Duitse overgave leidde Buckles Duitse krijgsgevangenen terug naar Duitsland. Na zijn militaire dienst ging hij bij de White Star Line werken.
In 1920, na zijn ontslag, ging hij naar The National World War I Museum in Kansas City, waar hij generaal John Pershing ontmoette. In 1936 ging hij terug naar Duitsland voor 2 jaar. Daar ontmoette hij Adolf Hitler. Tijdens de Tweede Wereldoorlog werkte Buckles voor een Amerikaans bedrijf in de Filipijnen, waar hij gevangen werd genomen door de Japanners in 1942. Pas op 23 februari 1945 werd hij bevrijd. In 1953 trouwde hij, en in 1999 is zijn vrouw gestorven.
Op 6 maart 2008 ontmoette hij toenmalig president Bush in het Witte Huis. Een paar uur later ging hij naar een tentoonstelling in het Pentagon waar een stel foto's van de laatste veteranen werden getoond waaronder hijzelf en John Babcock. Op 19 maart 2008 kreeg hij toestemming om begraven te worden op Arlington National Cemetery. Zijn laatste levensjaren sleet hij bij zijn dochter in Charles Town, West Virginia.